# Gaia-X

Logo von Gaia-X

Gaia-X ist ein 2019 vorgestelltes Projekt zum Aufbau einer leistungs- und wettbewerbsfähigen Dateninfrastruktur für Europa, das von Vertretern aus Wirtschaft, Wissenschaft und Verwaltung aus Deutschland und Frankreich gemeinsam mit weiteren, vorwiegend europäischen Partnern getragen wird. In Frühjahr 2025 wurden Zweifel laut, ob das Projektziel je erreicht werden könne.

## Ziele und vorgeschlagene Lösung
Das beim Projektstart vorgetragene Ziel war die Gestaltung der nächsten Generation einer Dateninfrastruktur aus Europa. Das Projekt wurde mit Vertretern aus Wirtschaft, Wissenschaft und Verwaltung aus Deutschland und Frankreich gemeinsam mit weiteren, vorwiegend europäischen Partnern gestartet. Im Rahmen des Projekts sollen gemeinsame Anforderungen an eine europäische Dateninfrastruktur entwickelt werden. Nach Angaben des Bundesministeriums für Wirtschaft und Klimaschutz (BMWi) seien dabei Offenheit, Transparenz und europäische Anschlussfähigkeit zentral für Gaia-X. 
Ziel des angestrebten digitalen Ökosystem sei es, dass Unternehmen und Geschäftsmodelle aus Europa heraus wettbewerbsfähig sein können. Dabei sollen beispielsweisen Konkurrenzprodukte zu bereits existierenden Angeboten wie Hyperscalern geschaffen werden. Zudem sollen verschiedene Elemente über offene Schnittstellen und bestehenden Standards miteinander vernetzt werden, um Daten zu verknüpfen und eine Innovationsplattform zu schaffen. Der Name des Projektes leitet sich von einer der ersten aus dem Chaos entstandenen griechischen Gottheit Gaia ab, die in der Mythologie als personifizierte Erde für die Gebärerin, quasi „Mutter Natur“, steht.
Die Projektziele sollen laut eigener Projektaussage durch Vernetzung vorhandener zentraler und dezentraler Infrastrukturen zu einem System erreicht werden, die gemeinsam ein „digitales Ökosystem“ bilden. Merkmale dieses Ökosystems sind
- der Einsatz sicherer, offener Technologien (siehe zum Beispiel Open Source, Open Hardware),
- eindeutig identifizierbare Netzknoten,
- Software-Komponenten aus einem gemeinsamen Repository,
- Standards, die auf gemeinsamen Werten und relevanten Regulierungen der EU und ihrer Mitgliedsstaaten beruhen,[10][11]
- Einheitlicher Daten- und Serviceraum.[12]

Gaia-X soll laut Angaben des BMWi folgende Mehrwerte bieten:
- Es soll eine souveräne Entscheidung über datenbasierte Geschäftsmodelle ermöglicht werden.
- Es soll innovative branchenübergreifende Kooperationen unterstützen, um den Wert von Daten zu aggregieren und zu steigern.
- Faire und transparente Geschäftsmodelle sollen gefördert werden, indem Regeln und Standards für kooperative Ansätze, einschließlich der rechtskonformen Nutzung von Daten, bereitgestellt werden.
- Gemeinsame Modelle und Regeln der Datenmonetarisierung sollen die Komplexität und die Kosten der Kommerzialisierung von Daten reduzieren.
- Die branchenübergreifende Zusammenarbeit zur Schaffung föderaler, interoperabler Services soll ermöglicht werden.
- Der Zugriff auf sichere, vertrauenswürdige und moderne IT-Infrastrukturen (Automatisierte Services und API-gesteuerte Infrastrukturen), welche die Produktivität in der Software-Entwicklung steigern, soll erleichtert werden.
- Der Verlust von Unternehmensdaten soll durch Erkennung und Erhaltung von Schutzklassen und Regelungen zur Vertraulichkeit beim Austausch von Daten deutlich reduziert werden.

Der breiten Öffentlichkeit wurde das Projekt beim Digital-Gipfel 2019 in Dortmund vorgestellt.

## Anwendungen
In Deutschland fördert das Bundesministerium für Wirtschaft und Energie seit 2021 diverse Projekte, die eine Anwendung auf Basis von Gaia-X entwickeln. Zu den Themen der geförderten Projekte gehören Anwendungen aus den Bereichen Mobilität, Luft- und Raumfahrt, Finanzwirtschaft, Gesundheitswesen, Bauwirtschaft, Maritime Wirtschaft, Bildung, Spracherkennung, Rechtspflege, Landwirtschaft, Energiewirtschaft und IT-Sicherheit. Die ersten elf Vorhaben wurden im Februar 2022 bewilligt. Eine für 2022 geplante zweite Tranche von Fördermitteln ist vorerst nicht vorgesehen.
In Gaia-X werden unter anderem Vorhaben zur Stärkung der europäischen Automobilindustrie realisiert. Durch herstellerübergreifende Anwendungsfälle lassen sich sowohl Technologien zum Autonomen Fahren als auch zur Reduzierung des CO2-Fußabdruckes der Automobilindustrie fördern. Diese Projekte zahlen auf wesentliche Meilensteine des Europäischen Green Deals ein. Durch die Kommunikation von Fahrzeugen mit IoT-Verkehrselementen, wie Ampelanlagen oder Fracht, ist eine signifikante Verbesserung des Verkehrsflusses und der Verkehrssicherheit zu erwarten. Im Rahmen von Gaia-X ist die Entwicklung einer standardisierten Softwarearchitektur für Fahrzeuge und IoT-Komponenten zur Anbindung an Cloud-Dienste (AGEDA) analog AUTOSAR geplant. Ein wesentlicher Anwendungsfall stellt dabei die ganzheitliche Betrachtung von Logistik in Europa dar, um Fahrzeuge effizienter auszulasten.

## Mitglieder
Zu den Gründungsmitgliedern gehören auf der deutschen Seite Beckhoff Automation, BMW, Robert Bosch, DE-CIX, die Deutsche Telekom, German Edge Cloud, PlusServer, SAP und Siemens. Außerdem sind die Fraunhofer-Gesellschaft, die International Data Spaces Association und die europäische Cloudanbietervereinigung Cispe Mitgründer der Gaia-X-Entität. Auf französischer Seite sind Amadeus, Atos, Docaposte, EDF, IMT – Institut Mines-Télécom, Orange, Outscale, OVHcloud, Safran und Scaleway mit dabei. Zudem soll die Entwicklung der notwendigen Komponenten vorangetrieben werden. Im März 2021 wurde die Mitgliedszahl um 212 sogenannte „Tag-1-Mitglieder“ erweitert, darunter zählen zu den bekanntesten (Stand: 29. März 2021) auch Microsoft, Alibaba, Amazon und Google. Es sind aber auch viele mittelständische Unternehmen aus ganz Europa vertreten.
Im November 2021 trat das französische Gründungsmitglied Scaleway aus dem Konsortium aus. Im Februar 2025 erklärte der Nextcloud-Chef Frank Karlitschek den Austritt seines Unternehmens.

## Umsetzung
Um die Gaia-X-Projektziele zu erreichen im Februar 2021 die Gaia-X Association in Form einer Internationalen Vereinigung ohne Gewinnerzielungsabsicht nach belgischem Recht mit Sitz in Brüssel gegründet. Die Rechtsform soll die europäische und internationale Perspektive von Gaia-X unterstreichen. Erster Geschäftsführer der Gaia-X AISBL war der italienische IT-Manager Francesco Bonfiglio. Im November 2023 trat der ehemalige CEO der FIWARE Foundation Ulrich Ahle dessen Nachfolge an.
Ende 2023 waren nur wenige Spezifikationen verabschiedet, es gab eine erste Version der sogenannten Federation Services, diese umfassen Authentifizierungsdienste, Wallets für digitale Nachweise und Katalogdienste. Die Deutsche Telekom hat ein Clearinghaus angekündigt, welches die Identität von Diensteanbietern prüft. Im Umfeld von Gaia-X, aber unabhängig davon, hat sich erfolgreich das Projekt Sovereign Cloud Stack etabliert, welches einen Open-Source-Stack für Cloudinfrastruktur entwickelt hat, der schon eingesetzt wird.

## Rezeption
Während die Wirtschaft das Projekt breit unterstützt, wurden in den Medien und in der Fachöffentlichkeit die Erfolgsaussichten gemischt beurteilt. Insbesondere die Miteinbeziehung außer-europäischer Cloudanbieter wie Google, Microsoft und Amazon, als auch die mit dem Projekt einhergehende Bürokratie stehen dabei im Mittelpunkt der Kritik. Im Dezember 2020 überraschte das auf Big-Data-Analysen spezialisierte US-Unternehmen Palantir mit der bis dahin nicht bekannt gewordenen Information, dass es sich „von Tag Eins an“ dem europäischen Cloud-Projekt Gaia-X als Mitglied angeschlossen habe. Palantir, das vor rund 17 Jahren unter anderem mit Geld des CIA-Wagniskapitalarm In-Q-Tel startete, gilt als „Schlüsselfirma in der Überwachungsindustrie“. Sie ist Kritikern zufolge tief in den militärisch-digitalindustriellen Komplex der USA verstrickt. Ihr Geschäftsmodell heiße: Big Data für Big Brother.
Seinen Austritt aus dem Gaia-X Projekt begründet der Scaleway CEO Yann Lechelle mit der Obstruktion der großen US IT-Konzerne. Sie würden jeden Fortschritt auf ein Hersteller-neutrales, portables Modell durch Verzögerung blockieren und sabotieren. Frank Karlitschek erklärte anlässlich des Austritts von Nextcloud im Februar 2025, dass Gaia-X „tot“ und „vom ursprünglichen Ziel, eine europäische Cloudalternative zu den amerikanischen Hyperscalern [...] auf die Beine zu stellen, ist heute nicht mehr die Rede“ sei. Die Frankfurter Allgemeine Zeitung schrieb im Februar 2025, Gaia-X gelte als tot, es gebe zu viel Klein-Klein, zu viel Bürokratie und zu viele Einzelinteressen; an ihre Stelle sei das Edge-Computing-Projekt 8Ra getreten.